# Krstača
Le mont Krstača (en serbe cyrillique : Крстача) est le point culminant du Hum, un des sommets de la chaîne de Zlatar, dans les Alpes dinariques. Il s'élève à une altitude de 1 756 m.